# Thank U, Next (canción)
«Thank U, Next» (estilizado en minúsculas) es una canción interpretada por la cantante y compositora estadounidense Ariana Grande, publicada el 3 de noviembre de 2018 por Republic Records como el primer sencillo del quinto álbum de estudio de la cantante con el que comparte nombre. Fue escrita por Grande, Charles Anderson, Michael Foster, Victoria Monét, Njomza, Tayla Parx, Tommy Brown y producida por este último. La letra de la canción hace mención de las pasadas relaciones amorosas de Grande incluyendo a Big Sean, Ricky Álvarez, Pete Davidson y el fallecido Mac Miller.
La canción ha roto una cadena de récords, incluyendo el de la canción con más reproducciones en su primer día de estreno por una artista femenina en Spotify. Comercialmente, «Thank U, Next» ha alcanzado el número uno en países como Australia, Canadá, Estonia, Estados Unidos, Finlandia, Grecia, Irlanda, Líbano, Malasia, Nueva Zelanda, Portugal, Reino Unido y Singapur, los diez primeros puestos en Austria, Bélgica, Dinamarca, Eslovaquia, Hungría, Islandia, Noruega, Países Bajos, República Checa, Suecia y Suiza, y los veinte primeros en Alemania y Francia.
El video musical dirigido por Hannah Lux Davis, que hace referencia a Mean Girls, Bring It On, 13 Going on 30 y Legally Blonde, fue lanzado el 30 de noviembre de 2018, y posteriormente rompió varios récords de YouTube y Vevo.

## Antecedentes y lanzamiento
El 2 de noviembre de 2018, la cantante tuiteó letras de una canción misteriosa, después de que su exnovio Pete Davidson bromeara sobre su compromiso roto en Saturday Night Live. Al día siguiente, Grande tuiteó más letras, revelando que realmente pertenecen a una canción llamada «Thank U, Next», que describió como lírica y conceptualmente lo opuesto a su canción «Knew Better» del álbum Dangerous Woman (2016). La cantante también reveló que «Thank U, Next» serviría como el nombre de su quinto álbum de estudio, que había estado rumoreado durante meses en Twitter.
La canción fue lanzada el 3 de noviembre de 2018, sin ningún anuncio o promoción oficial previa.

## Composición y letras
«Thank U, Next» es una canción de autoempoderamiento pop y R&B que menciona muchas de las relaciones pasadas de Grande. Cuenta con elementos synth-pop en su producción. La canción está escrita en clave de sol G-flat en tiempo común con un ritmo de 108 latidos por minuto. en los comienzos de amplitud de los elementos de Synth pop, se escuchan unas voces distorsionadas, de personas haciendo alguna algarabia, no se ha especulado a que se refieren esas voces en realidad, al final de la canción, se termina con el sonido principal y las voces distorsionadas.
Grande explicó en una entrevista que «Thank U, Next»... es una frase que ella y su amiga Victoria Monét usan. Las letras reconocen cuatro de sus relaciones pasadas: "Thought I'd end up with Sean, / But he wasn't a match. / Wrote some songs about Ricky. / Now I listen and laugh. / Even almost got married, / And for Pete, I'm so thankful. / Wish I could say, 'Thank you' to Malcolm / 'Cause he was an angel", se refieren a Big Sean, Ricky Álvarez, Pete Davidson y Mac Miller, respectivamente.
Grande originalmente escribió la canción mientras estaba comprometida con Davidson, durante un momento complicado en su relación. Grande grabó varias versiones de la canción, debido a la incertidumbre de su relación con Davidson, así como la vacilación de la coescritora Tayla Parx respecto a si enumerar los nombres de sus exes en las letras. En una entrevista con The Zach Sang Show, Grande explicó: 

“Hay una versión en la que me iba a casar, hay una versión en la que no me voy a casar, hay una versión sin nada, no estamos hablando de nada. ...Pero todos sabíamos que la primera versión sería la versión con la que finalmente quedaríamos.” [sic]

Grande también reveló una línea de apertura alternativa donde se omitió a los nombres de sus exnovios: "They say I'm too young, / had too many boyfriends."
También la canción contiene una etiqueta de Parental Advisory, debido a tener una sola palabra, sin tener sentido profano "Fucking"

## Recepción crítica
Markos Papadatos de Digital Journal dijo que la canción es una «oda a la gratitud, un himno a un nuevo comienzo y nuevos comienzos, donde no teme ser cruda y vulnerable; la vulnerabilidad de Grande es la recompensa del oyente». También dijo que es «sensual, catártica y expresiva» y elogió las ventosas voces de Grande como «prístinas y celestiales, y es evidente que el trono del pop sigue siendo suyo». "«Thank U, Next» obtiene una calificación de A".
Quinn Moreland de Pitchfork nombró a la canción "Mejor nueva canción" de la semana y elogió la capacidad de Grande para hablar sobre sus relaciones pasadas con la nueva serenidad: "Ella no revuelve el bote sobre su reciente ruptura, como podría esperar la narrativa común de los medios; ella se encuentra el valor para dejar ir. Es una generosidad raramente visto en estos días, cuando es mucho más tentador para aplaudir atrás con el vinagre en lugar de miel, al igual que el "una niña balanceándose sola" como en «Liability» de Lorde, es una muestra elocuente de fuerza interior y de incisiva autoconciencia". Spencer Kornhaber The Atlantic dijo que la canción destaca la propiedad de Grande, no solo de los chismes, sino también de "su vida romántica, su crecimiento como persona y su carrera como creadora de bops increíblemente inspiradores". Señaló que las letras son "reescritura feminista de la narrativa pública, acerca de una mujer definida por hombres, y quizás incluso derribada por ellos", que se desprende con ligereza. El ambiente es astuto y oscilante; chocar durante un asado de pie. El [...] romanticismo pop clásico, corta con la mierda, da realismo, salpicado de la moda actual".
Brittany Spanos de Rolling Stone dijo que a pesar de lo que sugiere el título, la canción es "sorprendentemente graciosa, un bálsamo y un recordatorio de notas adhesivas en el corazón que a veces no se trata de que la vida mejore, se trata de querer mejorar" y elogió a Grande por entregando una de las pocas canciones pop para promover el verdadero amor verdadero".
Megan Reynolds de Jezebel dijo que la canción no es "el himno de un amante despreciado, que busca destruir todo lo que encuentra en su camino. En cambio, Grande tomó una página del libro de Mariah Carey: «Thank U, Next» es una narrativa motivadora impulsada por la mezquindad". También comentó que la canción funciona a la perfección en torno a lo despreocupada que está". preferido por un artista como Taylor Swift. No toda la música que sale de la angustia tiene que ser introspectiva, pero a menudo es mucho mejor cuando lo es. La fama apresura a las personas hacia una especie de madurez forzada de muchas maneras. Cuando se usa para bien, es bastante poderoso".

### Listas de fin de año
| Publicación  | Posición | Ref.   |
| ------------ | -------- | ------ |
| Billboard    | 4        | [ 20 ] |
| The Guardian | 6        | [ 21 ] |
| NPR          | 4        | [ 22 ] |
| Pitchfork    | 8        | [ 23 ] |
| Time         | 3        | [ 24 ] |
| Vulture      | 1        | [ 25 ] |

## Premios
| Año  | Organización             | Premio                                      | Resultado | Ref.   |
| ---- | ------------------------ | ------------------------------------------- | --------- | ------ |
| 2019 | iHeartRadio Music Awards | Mejor lírica                                | Nominado  | [ 26 ] |
| 2019 | iHeartRadio Music Awards | Mejor video musical                         | Nominado  | [ 26 ] |
| 2019 | iHeartRadio Music Awards | Canción que dejó estremecido Estados Unidos | Nominado  | [ 26 ] |
| 2019 | GAFFA Awards Dinamarca   | Canción internacional del año               | Ganador   | [ 27 ] |
| 2019 | GAFFA Awards Suecia      | Canción internacional del año               | Nominado  | [ 28 ] |

## Recibimiento comercial

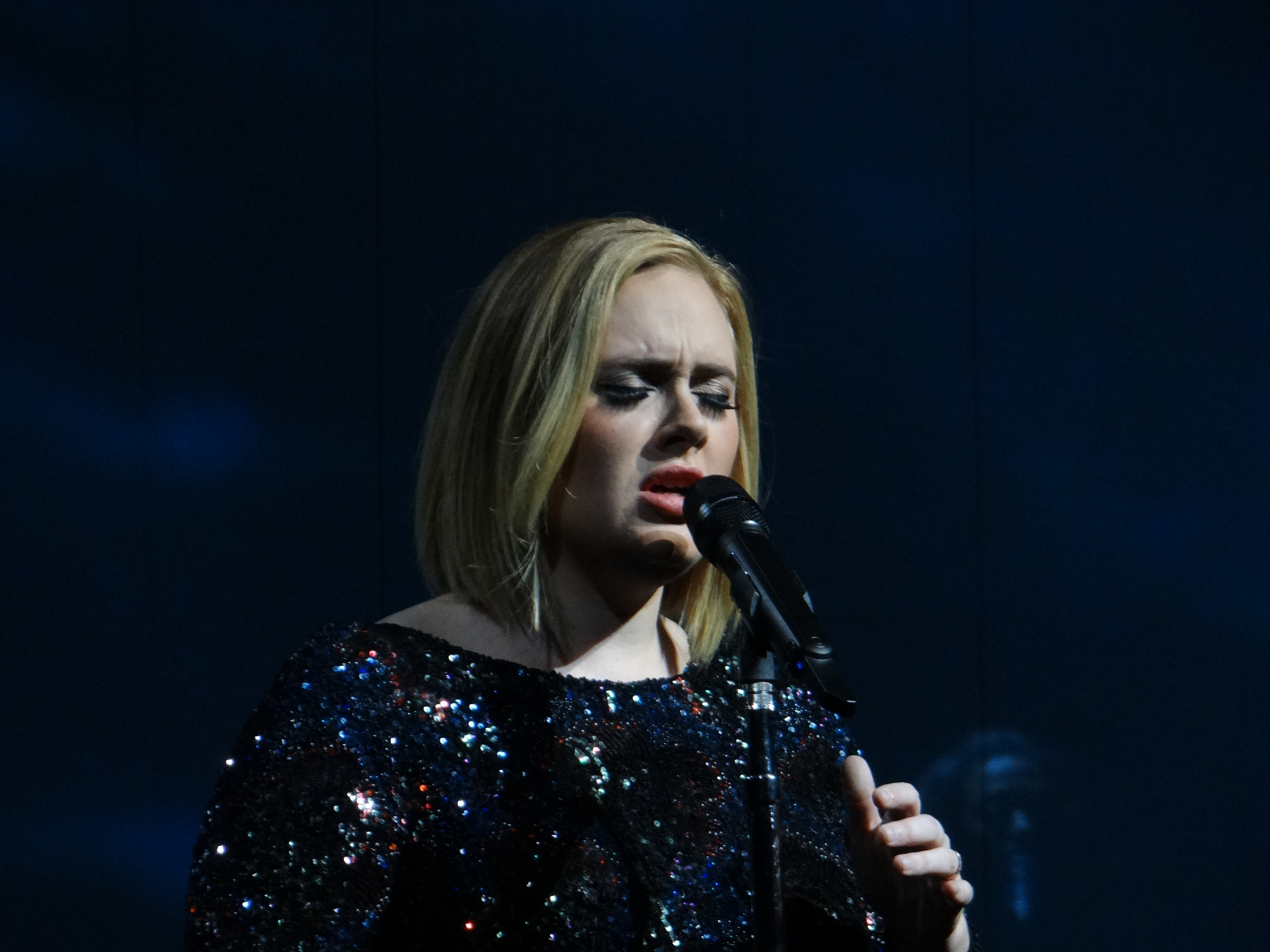
«Thank U, Next» es la primera canción por una artista femenina en debutar en el número uno del Billboard Hot 100 desde «Hello» por Adele (en la imagen) en 2015.

El 5 de noviembre de 2018, «Thank U, Next» batió el récord de la mayor cantidad de streaming recibido por una artista femenina en un solo día en Spotify, con 8.19 millones de streams en todo el mundo y la extendió cada vez más hasta el 9 de noviembre cuando obtuvo 9.6 millones de streams. Dicho récord pertenecía anteriormente a «All I Want For Christmas Is You» de Mariah Carey con un total de 8.1 millones de stream. El 14 de noviembre, la canción alcanzó los 100 millones de streams en solo 11 días, convirtiéndose en la canción que más rápido lo logró en la historia de Spotify. Desde que lanzó su segundo álbum My Everything. Este mismo batió muchos récords en Spotify y la plataforma YouTube, algunos singles como: Break Free y Bang Bang (canción de Jessie J, Ariana Grande y Nicki Minaj)

### Norteamérica
En Estados Unidos, «Thank U, Next» se convirtió en la canción número 32 en debutar en el puesto número uno en la lista de Billboard Hot 100, convirtiéndose en la primera canción de Grande en obtener mencionada posición en Estados Unidos y su mejor posición desde «Problem». El sencillo también se convirtió en su undécimo top 10 en total y su séptimo en debutar entre las diez primeras posiciones, superando así a Lady Gaga y Rihanna que habían acumulado seis canciones en debutar entre los diez primeros lugares de la lista. El sencillo se convirtió en la primera canción en solitario en alcanzar la cima de la lista desde «Bodak Yellow» de Cardi B lanzada en 2017. Asimismo, se convirtió en la primera canción de una cantante femenina como artista principal en debutar en la cima de las listas de éxitos desde «Hello» de Adele lanzada en 2015. Adicionalmente, Grande extendió su propio récord por ser la primera artista en debutar dentro de las diez primeras posiciones de la lista Hot 100 con cada sencillo principal —«The Way», «Problem», «Dangerous Woman», «No Tears Left to Cry» y «Thank U, Next»— de sus primeros cinco álbumes de estudio. La canción logró mantenerse siete seamanas no consecutivas en el cima del listado, siendo el último número uno de 2018 y el primero de 2019.
En su segunda semana, «Thank U, Next» permaneció en el puesto número uno en el Billboard Hot 100 vendiendo un aproximado de 43,000 descargas digitales. La canción encabezó las listas Hot 100 y Streaming Songs en su tercera semana con 43.8 millones de streams de Estados Unidos, Sin embargo, cayó al número cuatro en la lista Digital Songs y vendió 23,000 descargas digitales adicionales en la semana que terminó el 22 de noviembre, según Nielsen Music. En Airplay continuó creciendo a 31.8 millones de audiencia, un 45% más que en su segunda semana, lo que lleva a la canción debutar en el número 36 de las listas Radio Songs y Adult Top 40, al Igual que se posicionó en el número 17 de Mainstream Top 40. La misma semana, la canción certificó platino por la "Recording Industry Association of America" por ventas superiores a un millón de unidades en el país. «Thank U, Next» descendió una posición al número dos en el Hot 100 en su cuarta semana en la edición del 8 de diciembre de 2018, con solo un 5% de puntos menos en la lista que «Sicko Mode» de Travis Scott, que saltó al primer lugar después del lanzamiento de su remix con Skrillex. Sin embargo, a pesar de esto, ocupó el primer lugar en la lista de Streaming Songs con más de 42.5 millones de streams de EE. UU.,  y llegó al número 14 en el Mainstream Top 40 y al número 23 de Radio Songs como el mayor ganador de reproducciones Airplay con 39.5 millones de audiencia.
Tras el estreno de su video musical oficial, «Thank U, Next» regresó al primer puesto en el Hot 100 en su quinta semana. La canción atrajo 93.8 millones de streams de EE. UU., superando el récord de la mayor cantidad de streams en una sola semana por una artista creado previamente por «Look What You Made Me Do» de Taylor Swift, que recolectó 84.5 millones de streams en su semana de debut el año anterior el 16 de septiembre de 2017. La pista saltó del 5 al 2 en la lista Digital Songs, ganando 146% a 43,000 descargas vendidas, mientras saltaba del 23 al 11 en Radio Songs con 57 millones de audiencia, con un 44%. «Thank U, Next» también se convirtió en la primera canción desde «In My Feelings» de Drake en convertirse en el mayor ganador de la semana en tanto streams, ventas y airplay, mientras que está en la cima del Hot 100. Además, se convirtió en la canción número uno de más larga duración por una artista en su papel principal desde Sia con «Cheap Thrills» junto a Sean Paul en 2016, así como la canción de más larga duración por una artista solista desde «Hello» de Adele, que pasó diez semanas en la cima de la tabla en 2015-16. «Thank U, Next» ha superado en el Hot 100 un total de siete semanas no consecutivas en el número uno. En la semana de la lista que finaliza el 23 de febrero de 2019, luego del lanzamiento de su álbum Thank U, Next, el sencillo se elevó al número tres, detrás de los sencillos «Break Up With Your Girlfriend, I'm Bored» (que debutó en el número 2), y «7 Rings» (número uno por cuarta semana). Con tres canciones en el top 3, Grande se convirtió en el primer artista desde The Beatles en ocupar los tres primeros puestos del Billboard Hot 100.
En Canadá, «Thank U, Next» ingresó al listado Canadian Hot 100 en la primera posición en la edición del 17 de noviembre de 2018, donde permaneció durante ocho semanas no consecutivas, lo que le dio a Grande el primer número uno en el país y el undécimo top 10 único en general. Debutó en el número dos en la lista canadiense de ventas Digital Songs por detrás de «Shallow» de Lady Gaga y Bradley Cooper. La canción permaneció en el número uno durante otras siete semanas, registrándose como el mayor ganador de Airplay en la tercera semana.
En el Dance/Mix Show Airplay, Thank U, Next se convirtió en el undécimo primer número uno de Grande. Después de anotar sus primeros tres top 10 de Dance/Mix Show Airplay en 2014, Grande establece como la mejor al ganar su cuarto top 10 de 2018.

### Europa y Oceanía
En toda Europa, «Thank U, Next» logró gran éxito comercial, debutando en el top 10 de muchas de las naciones en las que se ubicó. En Reino Unido, la canción debutó en el primer puesto de la lista UK Singles Chart el 9 de noviembre de 2018 para la semana que finaliza el 15 de noviembre de 2018, con ventas en la primera semana de 73,000 unidades (incluyendo 6.7 millones de streams) de acuerdo con Official Charts Company, que se convirtió en la tercera canción más grande de Grande allí y la primero desde «Bang Bang» en 2014. Además, fue la primera canción en solitario por una artista femenina en debutar en la cima de las listas británicas desde «Look What You Made Me Do» de Taylor Swift en 2017. En su segunda semana en el listado, la canción mantuvo la posición número uno vendiendo otras 95,000 unidades, un aumento de 30.13% con respecto a la semana anterior. La canción también alcanzó los mayores números semanales de streaming en Reino Unido por cualquier canción en 2018, atrayendo a 9,76 millones de streams durante el período de seguimiento, las cifras más altas semanales en general desde «Despacito» por Luis Fonsi y Daddy Yankee en mayo de 2017. Desde entonces permaneció en la posición número uno durante cuatro semanas consecutivas. Después del lanzamiento del video musical, la canción estableció un nuevo récord de streaming de 14.9 millones de streams en su quinta semana, superando a «Shape of You» de Ed Sheeran en lograr el número más alto de reproducciones semanales en la historia de la lista. En Irlanda, «Thank U, Next» debutó en la cima del Irish Singles Chart convirtiéndose en la segunda canción de Grande para hacerlo en 2018 y la tercera en general en el país. Permaneció en la primera posición de la lista durante cinco semanas consecutivas, además de batir el récord de la mayor cantidad de streams de video con 749,000 reproducciones. La canción también alcanzó el top 5 de las listas en Austria, Escocia, Eslovaquia, Grecia, Hungría, Países Bajos, Portugal, Suecia, y así como los diez primeros lugares en Bélgica, Croacia, Islandia, República Checa y Suecia.
En Oceanía, «Thank U, Next» ingresó en la posición número uno de la lista de la ARIA Charts en Australia y en la tabla de sencillos de Nueva Zelanda, convirtiéndose en su noveno y octavo sencillo número uno en ambas listas, respectivamente. Comenzó en el número tres en la tabla de ventas digitales de Australia, mientras que también ingresó en la cima de las listas de streaming de la ARIA como la mejor canción con reproducida en el país. La canción ascendió a la primera posición en su segunda semana en el ARIA Singles Chart. Del mismo modo, en Nueva Zelanda, la canción lideró la lista de la nación la semana siguiente, convirtiéndose en su segundo sencillo en hacerlo después de «Problem». La canción pasó cinco semanas consecutivas en el número uno, tanto en el ARIA Singles Chart como en el New Zealand Singles Chart, convirtiéndose en el número uno más grande de Grande en ambos países.

## Video musical

### Antecedentes
La planificación para el video musical comenzó mucho antes de que la canción fuera lanzada. Durante el trabajo en el video musical de Grande para su canción «Breathin», la directora Hannah Lux Davis escuchó una demostración de «Thank U, Next», en la que elogió la canción. Debido a esto, tanto Davis como Grande empezaron a idear conceptos para el video, y así revelaron su amor por películas como Mean Girls y Bring It On. La producción comenzó inmediatamente desde el lanzamiento del video «Breathin».
Grande comenzó a dar pistas del video musical en su cuenta de Instagram el 20 de noviembre, con imágenes de ella y sus amigas junto con citas de la película Mean Girls. Más tarde, ese mismo día, compartió más imágenes con referencias a la película Legally Blonde, incluida una foto con la actriz Jennifer Coolidge, quien protagonizó la película. El 22 de noviembre, Grande publicó una foto de sí misma con el atuendo de una animadora, junto con una cita de la película Bring It On. El 27 de noviembre, Grande lanzó un tráiler del video con camaeos del cantante y compositor Troye Sivan, las estrellas de YouTube Colleen Ballinger y Gabriella DeMartino, los actores de Mean Girls Jonathan Bennett y Stefanie Drummond, y las ex estrellas de Victorious, Elizabeth Gillies, Daniella Monet y Matt Bennett.
El video se estrenó oficialmente en YouTube el 30 de noviembre a través de una nueva función de la misma plataforma llamada "YouTube Premiere".

### Sinopsis

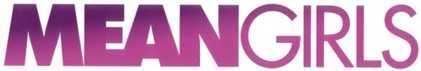
El video hace referencia a Mean Girls, entre otras películas del 2000.

El video comienza con una introducción con diferentes cantantes, actores y personalidades de YouTube, entre ellos la youtuber estadounidense Colleen Ballinger, los actores estadounidenses Jonathan Bennett y Stefanie Drummond, el bailarín de respaldo de Grande Scott Nicholson, el cantante australiano Troye Sivan y la youtuber estadounidense Gabi DeMartino, parodiando la escena de Mean Girls donde muchos estudiantes de secundaria están hablando de Regina George. Algunos de los actores de la película original aparecen en esta escena. Continua con las palabras «Thank U, Next», que se muestran en la pantalla con la misma fuente que la escritura de Mean Girls (2004). A continuación, cuenta con un primer plano de un libro, similar al "Burn Book" (Libro del mal), que contiene imágenes y escritos que muestran y hablan de las relaciones pasadas de Grande con las imágenes del rapero estadounidense Big Sean, el exbailarín de la cantante Ricky Álvarez y el comediante estadounidense Pete Davidson. Solo Mac Miller es citado en la canción, pero no se muestra en una foto del libro, por respeto su muerte. Luego se ve a Grande como Regina George entre "The Plastics" (Las Plásticas) formadas por Elizabeth Gillies como Cady, Alexa Luria como Karen y Courtney Chipolone como Gretchen, así como Jonathan Bennett en su papel original como Aaron, caminando por el pasillo, lo mismo de una escena en Mean Girls. La siguiente imagen es de Grande bailando con Gilles, Luria y Chipolone en vestidos inspirados en la Sra. Claus, con una aparición de la madre de Grande (interpretada por Kris Jenner en referencia al papel de Amy Poehler), filmando el baile, excepto que no se refleja el movimiento original de baile de Poehler.
La siguiente escena es un retroceso a Bring It On (2000), donde se muestra a Grande como Torrance y su interés amoroso Cliff (interpretado por Matt Bennett), que se cepillan los dientes de manera similar a una escena de la película. En una nueva escena Grande pasa a ser animadora, junto a otras, incluyendo a Daniella Monet que es de su equipo. Del equipo contrario se encuentra la cantautora Victoria Monét y Tayla Parx, quienes contribuyen en las voces de fondo en la canción. En la escena luego se ve a Grande ayudando con una boda,  donde interpreta a Jenna jugando con una casa de muñecas referente a una escena en 13 Going on 30 (2004). Una transición similar a la magia traslada a la siguiente escena en la que Grande conduce un convertible con la placa que dice «7 Rings», que es el título del segundo sencillo del álbum Thank U, Next. En la siguiente escena, Grande sale del vehículo con su perro, Toulouse Grande con una chaqueta de cuero rosa que interpreta a Elle Woods, simbolizando la película Legally Blonde (2001). La cámara se extiende a múltiples tomas de Grande caminando por un sendero con una foto de ella en una piscina teniendo también una escena muy similar a la película. La siguiente escena involucra a Grande en el salón de belleza con la manicura Paulette (interpretada por Jennifer Coolidgeen su rol original) hablar sobre relaciones pasadas de cómo los "dientes frontales grandes" pueden afectar a la apariencia de alguien. Toda la escena involucró muchas recreaciones de escenas en la película, incluyendo The Bend y Snap. Se muestran varias tomas de Grande corriendo en la máquina para correr, con todas las escenas previamente en el video y luego completadas en una que involucra algunas tomas detrás de escena, y una escena que involucra a Coolidge y la reunión posterior (el papel fue retratado originalmente por Bruce Thomas, sin embargo, confirmó a través de Twitter que no participó en la filmación del video musical), haciendo referencia a otra escena que proviene de la película original. Luego, el video concluye con Grande y las porristas bailando, la cantante deja un trazo de lápiz labial rojo al besar a la barriga de Ballinger y se muestra Jenner, mientras sostiene la cámara diciendo "¡thank u, next bitch!", finalizado el video.

### Recepción
Durante el estreno del video musical en YouTube, se informó que un total de 829,000 espectadores estaban viendo y participando en la transmisión en vivo, lo que la convierte en la mayor audiencia que "YouTube Premiere" ha recibido desde su lanzamiento.
Luego de su lanzamiento, el video rompió el récord del video musical más visto en YouTube en 24 horas, logrando oficialmente 55.4 millones de visitas en la plataforma en su primer día, superando las 45.9 millones de vistas del video «Idol» del grupo BTS, el anterior poseedor del récord. También se convirtió en el video Vevo más rápido en llegar a 100 millones de visitas en YouTube al hacerlo en tan solo 3 días y 10 horas, superando a  «Look What You Made Me Do» de Taylor Swift, que tardó 2 horas más en lograrlo. El video ha acumulado más de 767 millones de visitas en la plataforma.

## Presentaciones en vivo
Grande interpretó la canción junto a sus coescritoras Victoria Monét y Tayla Parx en The Ellen DeGeneres Show el 7 de noviembre de 2018. La actuación rindió homenaje a la película favorita de Grande, The First Wives Club (1996), recreando una escena en la que los tres personajes femeninos principales "vestidos con trajes blancos [y] se unen para cantar un himno de la libertad a raíz de una ruptura que cambia la vida, despidiéndose de los hombres de su pasado e iniciando una nueva era de independencia y crecimiento personal." Más tarde interpretó la canción el 6 de diciembre de 2018 en Billboard Women in Music, un evento anual realizado por Billboard para reconocer a las mujeres en la industria de la música, donde recibió el premio a la Mujer del año.

## Lista de canciones
- Descarga digital[79] — Streaming

| N.º | Título          | Duración |  |
| 1.  | «Thank U, Next» | 3:27     |  |

- 7" vinilo

| N.º | Título          | Duración |  |
| 1.  | «Thank U, Next» | 3:27     |  |
| 2.  | «Imagine»       | 3:32     |  |

## Personal
Créditos adaptados de Tidal.
- Ariana Grande - voz, composición de canción, producción vocal
- Tommy Brown - producción
- John Hanes - asistencia a la mezcla
- Sean Klein - asistencia de ingeniería de registro
- Victoria Monét - voces de fondo, composición de canción
- Tayla Parx - voces de fondo, composición de canción
- Serban Ghenea - Mezcla
- Billy Hickey - ingeniería de registro
- Brendan Morawski - ingeniería de registro

## Posicionamiento en listas

### Listas semanales
| Listas (2018)                                      | Mejor posición |
| -------------------------------------------------- | -------------- |
| Alemania (Media Control AG)                        | 2              |
| Argentina (Argentina Hot 100)                      | 31             |
| Australia (ARIA)                                   | 1              |
| Austria (Ö3 Austria Top 40)                        | 4              |
| Bélgica (Flandes) (Ultratop 50)                    | 7              |
| Bélgica (Valonia) (Ultratop 50)                    | 3              |
| Brasil (Brasil Hot 100 Airplay)                    | 1              |
| Brasil Streaming (PMB)                             | 1              |
| Bulgaria (PROPHON)                                 | 7              |
| Canadá (Canadian Hot 100)                          | 1              |
| Canadá Hot AC (Billboard)                          | 44             |
| Colombia (National Report)                         | 74             |
| Croacia (HRT)                                      | 6              |
| Corea del Sur (Gaon)                               | 14             |
| Corea del Sur International Digital (Gaon)         | 1              |
| Dinamarca (Tracklisten)                            | 3              |
| Escocia (Scottish Singles Sales Chart)             | 2              |
| Eslovaquia (Singles Digitál Top 100)               | 3              |
| Eslovaquia (Rádio Top 100)                         | 14             |
| Eslovenia (SloTop50)                               | 20             |
| España (PROMUSICAE)                                | 24             |
| Estados Unidos (Billboard Hot 100)                 | 1              |
| Estados Unidos (Adult Contemporary)                | 22             |
| Estados Unidos (Adult Top 40)                      | 7              |
| Estados Unidos (Hot Dance Club Songs)              | 1              |
| Estados Unidos (Dance/Mix Show Airplay)            | 5              |
| Estados Unidos (Mainstream Top 40)                 | 1              |
| Estados Unidos (Rhythmic)                          | 15             |
| Estonia (IFPI)                                     | 1              |
| Finlandia (OFC)                                    | 1              |
| Francia (SNEP)                                     | 12             |
| Grecia International Digital Singles (IFPI Grecia) | 1              |
| Hungría (Single Top 40)                            | 3              |
| Hungría (Stream Top 40)                            | 1              |
| Irlanda (IRMA)                                     | 1              |
| Islandia (Tonlist)                                 | 9              |
| Israel (Media Forest)                              | 6              |
| Italia (FIMI)                                      | 24             |
| Japón (Japan Hot 100)                              | 24             |
| Japón Hot Overseas (Billboard)                     | 2              |
| Líbano (Lebanese Top 20)                           | 1              |
| Malasia (RIM)                                      | 1              |
| México Airplay (Billboard)                         | 1              |
| Noruega (VG-lista)                                 | 2              |
| Nueva Zelanda (Recorded Music NZ)                  | 1              |
| Países Bajos (Dutch Top 40)                        | 3              |
| Países Bajos (Mega Single Top 100)                 | 3              |
| Portugal (AFP)                                     | 1              |
| Reino Unido (UK Singles Chart)                     | 1              |
| República Checa (Singles Digitál Top 100)          | 6              |
| Rumania (Airplay 100)                              | 46             |
| Singapur (RIAS)                                    | 1              |
| Suecia (Sverigetopplistan)                         | 3              |
| Suiza (Schweizer Hitparade)                        | 7              |

### Listas de fin de año
| Listas (2018)                      | Posición |
| ---------------------------------- | -------- |
| Australia (ARIA)                   | 60       |
| Brasil Streaming (PMB)             | 38       |
| Corea del Sur International (Gaon) | 40       |
| Hungría (Single Top 40)            | 95       |
| Hungría (Stream Top 40)            | 51       |
| Países Bajos (Dutch Top 40)        | 68       |
| Países Bajos (Single Top 100)      | 86       |
| Reino Unido (UK Singles Chart)     | 68       |

## Certificaciones
| País           | Organismo certificador | Certificación | Ventas certificadas | Ref.    |
| -------------- | ---------------------- | ------------- | ------------------- | ------- |
| Australia      | ARIA                   | 2× Platino    | 140 000             | [ 135 ] |
| Austria        | IFPI - Austria         | Oro           | 15 000              | [ 136 ] |
| Bélgica        | BEA                    | Oro           | 20 000              | [ 137 ] |
| Brasil         | Pró-Música Brasil      | 3× Diamante   | 480 000             | [ 138 ] |
| Canadá         | Music Canada           | 2× Platino    | 160 000             | [ 139 ] |
| Dinamarca      | IFPI Dinamarca         | Oro           | 45 000              | [ 140 ] |
| España         | PROMUSICAE             | Oro           | 20 000              | [ 141 ] |
| Estados Unidos | RIAA                   | Platino       | 1 000 000           | [ 142 ] |
| Francia        | SNEP                   | Oro           | 100 000             | [ 143 ] |
| Italia         | FIMI                   | Oro           | 25 000              | [ 144 ] |
| Nueva Zelanda  | RMNZ                   | 2× Platino    | 60 000              | [ 145 ] |
| Reino Unido    | BPI                    | Platino       | 658 000             | [ 146 ] |

## Historial de lanzamiento
| Región | Fecha                  | Formato          | Discográfica     | Ref.    |
| ------ | ---------------------- | ---------------- | ---------------- | ------- |
| Varios | 3 de noviembre de 2018 | Descarga digital | Republic Records | [ 147 ] |
| Varios | Febrero de 2019        | Vinilo           | Republic Records | [ 148 ] |